# Relative Flüchtigkeit
Die dimensionslose relative Flüchtigkeit {\displaystyle \alpha } beschreibt das Verhältnis der Flüchtigkeiten der Komponenten in einem binären Gemisch.

## Definition
Für Zweistoffgemische ist die relative Flüchtigkeit α definiert als:
{\displaystyle \alpha :={\frac {K_{1}}{K_{2}}}}
mit dem K-Faktor
{\displaystyle K_{i}={\frac {y_{i}}{x_{i}}}}
mit
- y: Molenbruch einer Komponente im Dampf
- x: Molenbruch einer Komponente in der Flüssigkeit.

Daher lässt sich die relative Flüchtigkeit auch schreiben als:
{\displaystyle \Rightarrow \alpha ={\frac {y_{1}/x_{1}}{y_{2}/x_{2}}}={\frac {y_{1}\cdot x_{2}}{y_{2}\cdot x_{1}}}}

## Bedeutung
Die relative Flüchtigkeit ist eine wichtige Größe bei der Stofftrennung:
- große relative Flüchtigkeiten erlauben eine leichte Trennung von Stoffen durch Destillation oder Rektifikation
- eine relative Flüchtigkeit von 1 beschreibt ein Azeotrop, das durch die beiden o. g. Verfahren nicht mehr aufgetrennt werden kann.

## Beispiel
Das Gemisch aus Chloroform und Ethanol zeigt ein ausgeprägtes Azeotrop bei ca. 84 Molprozent Chloroform und p = 101,325 kPa;
hier:
- weist das Dampf-Flüssig-Gleichgewicht ein Minimum auf, Dampf-Flüssig-Gleichgewicht
(isobar)

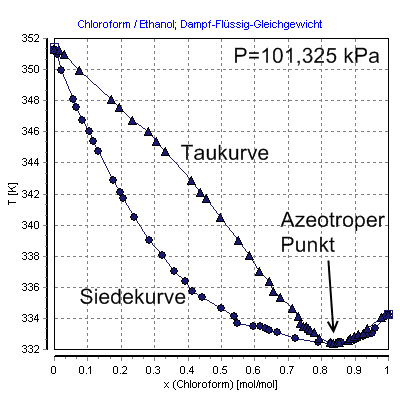
Dampf-Flüssig-Gleichgewicht
(isobar)

- kreuzen sich die K-Faktoren (K1 = K2) K-Faktoren

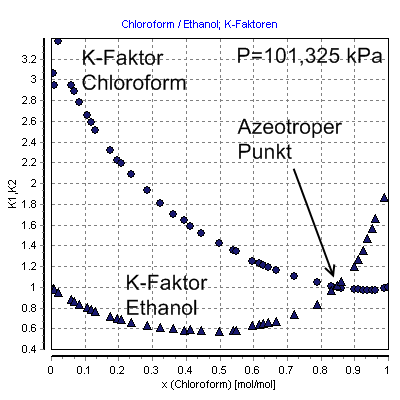
K-Faktoren

- ist die relative Flüchtigkeit α = 1. Relative Flüchtigkeit

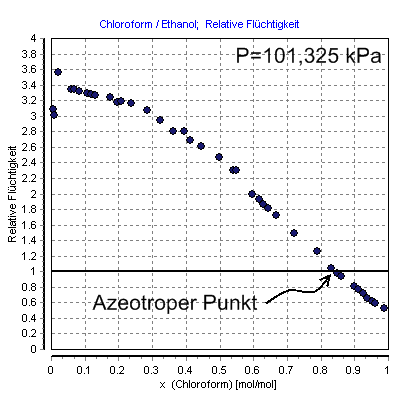
Relative Flüchtigkeit

Es ist zu erkennen, dass die K-Faktoren und die relative Flüchtigkeit aus dem Dampf-Flüssig-Gleichgewicht abgeleitet sind.